# Conferencia de Rectores de las Universidades Españolas
La Conferencia de Rectores y Rectoras de las Universidades Españolas (CRUE), también conocida como Crue Universidades Españolas, es una organización constituida como asociación sin ánimo de lucro que agrupa 77 universidades de España, 50 públicas y 27 privadas. Entre otras funciones, asume un papel de interlocución entre las instituciones universitarias del país y el Gobierno de España.
La CRUE fue creada en 1994 y bajo sus estatutos se contemplan la promoción de la educación universitaria, la cooperación interuniversitaria con instituciones nacionales y extranjeras, la realización de estudios y la posterior propuesta de recomendaciones para la mejora de la calidad educativa y la defensa en su conjunto de los intereses universitarios. La CRUE realiza una reunión trimestral de su asamblea general, donde asisten todos los rectores de las universidades integrantes de la organización. Consta además de un comité permanente y de una junta directiva, integrada por los propios rectores elegidos periódicamente. Desde junio de 2023 la presidencia la ejerce  Eva Alcón Soler, rectora de la  Universitat Jaume I de Castellón, que sustituye a Juan Romo Urroz, rector de la Universidad Carlos III de Madrid (2022-2023). La financiación de la CRUE corre a cuenta del conjunto de las universidades miembros.

## Presidentes de Crue Universidades Españolas
| Presidente                        | Años de mandato              | Universidad                                    |
| --------------------------------- | ---------------------------- | ---------------------------------------------- |
| Juan Ramón Medina                 | 1994-1996                    | Rector de la Universidad de Sevilla            |
| Carlos Solá i Ferrando            | 1996-1998                    | Rector de la Universitat Autònoma de Barcelona |
| Saturnino de la Plaza Pérez       | 1998-2002                    | Rector de la Universidad Politécnica de Madrid |
| Ignacio Berdugo Gómez de la Torre | 2002-2003                    | Rector de la Universidad de Salamanca          |
| Juan Antonio Vázquez García       | 2003-2007                    | Rector de la Universidad de Oviedo             |
| Ángel Gabilondo                   | 2007-2009                    | Rector de la Universidad Autónoma de Madrid    |
| Federico Gutiérrez-Solana         | 2009-2011                    | Rector de la Universidad de Cantabria          |
| Adelaida de la Calle Martín       | 2011-2013                    | Rectora de la Universidad de Málaga            |
| Manuel José López Pérez           | 2013-2015                    | Rector de la Universidad de Zaragoza           |
| Segundo Píriz Durán               | 2015-2017                    | Rector de la Universidad de Extremadura        |
| Roberto Fernández Díaz            | 2017-2019                    | Rector de la Universidad de Lérida             |
| José Carlos Gómez Villamandos     | 2019-2022                    | Rector de la Universidad de Córdoba            |
| Juan Romo Urroz                   | 2022-2023                    | Rector de la Universidad Carlos III de Madrid  |
| Eva Alcón                         | 2023-actualmente en el cargo | Rectora de la Universitat Jaume I de Castellón |